# Hof te Schiebeek
Het Hof te Schiebeek is een kwadraathoeve in de gemeente Herne, beschermd als monument en samen met de omgeving beschermd als dorpsgezicht. 
De oudste vermelding van de hoeve dateert uit 1350. Ooit hoorde deze hoeve bij het kartuizerklooster van Herne. In 1580 werd het complex samen met het klooster platgebrand. 
Een gevelsteen met de afbeelding van een vork, een houten schop en een moutkorf (en het jaartal 1652) herinnert aan de brouwactiviteiten die hier hebben plaatsgevonden. 
Het Hof te Schiebeek vind je terug langs de Ninoofsesteenweg, aan de kruising met de Scheibeekstraat.